# Комова, Ольга Николаевна
Ольга Николаевна Комова (1902—1980) — советская полярница, синоптик, челюскинка, орденоносец.

## Биография
Родилась в 1902 году в Рязани. Путешествовала по Туркестану, Уралу, Уссурийскому краю, Бурято-Монголии, Новой Земле, Чукотке. В 1930—1932 годах работала метеорологом на полярных станциях, была учительницей и воспитателем в детском саду в заливе Лаврентия (Чукотка). В августе 1934 года была делегирована на антивоенный женский конгресс в Париже, где делала доклад. В течение двух первых военных зим была синоптиком при штабе И. Д. Папанина и обеспечивала проводку судов (в том числе Союзников) в Белом море и окрестностях. Работала начальником Синоптического бюро Главного управления Северного морского пути.
Муж Комов Николай Николаевич  (1895-1965)- метеоролог.- синоптик, радист, заместитель начальника радиостанции на острове Белом, челюскинец. Родился в 1895 году в Ленинграде.в семье научного работника. Получил высшее историко-филологическое образование в Киевском университете. Много путешествовал. Был на Памире, на Чукотке, посетил Новую Землю. Прожил два года в бухте Лаврентия.
Похоронены  в Москве,,на Донском кладбище, урны  с  прахами находятся  в  открытом колумбарии.